# Championnat du monde de Superbike 1992
Navigation
Championnat 1991 Championnat 1993
Le Championnat du monde de Superbike 1992 est la 5e édition du Championnat du monde de Superbike.

La saison a débuté le 5 avril et s'est terminée le 25 octobre après 13 manches.
Doug Polen a remporté le titre pilote grâce à ses 9 victoires et Ducati le titre constructeur.

## Système de points
| Position | 1  | 2  | 3  | 4  | 5  | 6  | 7 | 8 | 9 | 10 | 11 | 12 | 13 | 14 | 15 |
| Points   | 20 | 17 | 15 | 13 | 11 | 10 | 9 | 8 | 7 | 6  | 5  | 4  | 3  | 2  | 1  |

## Calendrier
| Nb | Date         | Pays             | Circuit           | Course 1          | Course 2          | Rapport |
| -- | ------------ | ---------------- | ----------------- | ----------------- | ----------------- | ------- |
| 1  | 5 avril      | Espagne          | Albacete          | Aaron Slight      | Raymond Roche     | Rapport |
| 2  | 20 avril     | GBR              | Donington         | Raymond Roche     | Carl Fogarty      | Rapport |
| 3  | 10 mai       | Allemagne        | Hockenheim        | Doug Polen        | Doug Polen        | Rapport |
| 4  | 24 mai       | Belgique         | Spa Francorchamps | Rob Phillis       | Doug Polen        | Rapport |
| 5  | 21 juin      | Espagne          | Jarama            | Rob Phillis       | Doug Polen        | Rapport |
| 6  | 28 juin      | Autriche         | Österreichring    | Giancarlo Falappa | Giancarlo Falappa | Rapport |
| 7  | 19 juillet   | Italie           | Mugello           | Raymond Roche     | Raymond Roche     | Rapport |
| 8  | 23 août      | Malaisie         | Johor             | Raymond Roche     | Doug Polen        | Rapport |
| 9  | 30 août      | JPN              | Sugo              | Doug Polen        | Doug Polen        | Rapport |
| 10 | 13 septembre | Pays-Bas         | Assen             | Doug Polen        | Giancarlo Falappa | Rapport |
| 11 | 29 septembre | Italie           | Monza             | Fabrizio Pirovano | Fabrizio Pirovano | Rapport |
| 12 | 18 octobre   | Australie        | Phillip Island    | Kevin Magee       | Raymond Roche     | Rapport |
| 13 | 25 octobre   | Nouvelle-Zélande | Manfeild          | Doug Polen        | Giancarlo Falappa | Rapport |

## Classements

### Pilotes
| Pos | Pilote               | Constructeur | Points | Victoires |
| --- | -------------------- | ------------ | ------ | --------- |
| 1   | Doug Polen           | Ducati       | 371    | 9         |
| 2   | Raymond Roche        | Ducati       | 336    | 6         |
| 3   | Rob Phillis          | Kawasaki     | 288    | 2         |
| 4   | Giancarlo Falappa    | Ducati       | 279    | 4         |
| 5   | Fabrizio Pirovano    | Yamaha       | 278    | 2         |
| 6   | Aaron Slight         | Kawasaki     | 249    | 1         |
| 7   | Stéphane Mertens     | Ducati       | 182    | 0         |
| 8   | Daniel Amatriain     | Ducati       | 156    | 0         |
| 9   | Carl Fogarty         | Ducati       | 134    | 1         |
| 10  | Piergiorgio Bontempi | Kawasaki     | 125    | 0         |
| 11  | Scott Russell        | Kawasaki     | 83     | 0         |
| 12  | Kevin Magee          | Yamaha       | 71     | 1         |
| 13  | Fred Merkel          | Yamaha       | 65     | 0         |
| 14  | Christer Lindholm    | Yamaha       | 50     | 0         |
| 15  | Adrien Morillas      | Yamaha       | 46     | 0         |
| 16  | Davide Tardozzi      | Ducati       | 44     | 0         |
| 17  | Baldassarre Monti    | Honda        | 41     | 0         |
| 18  | Virginio Ferrari     | Ducati       | 35     | 0         |
| 19  | Andreas Hofmann      | Kawasaki     | 31     | 0         |
|     | Jeffrey de Vries     | Yamaha       | 31     | 0         |
| 21  | Jehan d'Orgeix       | Kawasaki     | 28     | 0         |
| 22  | John Reynolds        | Kawasaki     | 26     | 0         |
| 23  | Fabrizio Furlan      | Ducati       | 25     | 0         |
| 24  | Shouichi Tsukamoto   | Kawasaki     | 24     | 0         |
| 25  | Scott Doohan         | Yamaha       | 22     | 0         |
|     | Richard Arnaiz       | Honda        | 22     | 0         |
| 27  | Mat Mladin           | Kawasaki     | 21     | 0         |
|     | Hervé Moineau        | Suzuki       | 21     | 0         |
| 29  | Jari Suhonen         | Yamaha       | 19     | 0         |
| 30  | Keiichi Kitagawa     | Kawasaki     | 18     | 0         |
| 31  | Jean-Yves Mounier    | Yamaha       | 17     | 0         |
| 32  | Roger Kellenberger   | Yamaha       | 15     | 0         |
| 33  | Terry Rymer          | Kawasaki     | 14     | 0         |
|     | Troy Corser          | Yamaha       | 14     | 0         |
| 35  | Christopher Haldane  | Yamaha       | 13     | 0         |
|     | Andreas Meklau       | Ducati       | 13     | 0         |
|     | Michael O'Connor     | Honda        | 13     | 0         |
|     | Takahiro Sohwa       | Kawasaki     | 13     | 0         |
| 39  | Simon Crafar         | Honda        | 12     | 0         |
| 40  | Valerio Destefanis   | Ducati       | 11     | 0         |
|     | Mauro Lucchiari      | Yamaha       | 11     | 0         |

### Constructeurs
| Pos | Constructeur | Pts |
| --- | ------------ | --- |
| 1   | Ducati       | 502 |
| 2   | Kawasaki     | 385 |
| 3   | Yamaha       | 335 |
| 4   | Honda        | 80  |
| 5   | Suzuki       | 40  |